# Гай Клавдий Пульхр (консул 177 года до н. э.)
Гай Кла́вдий Пульхр (лат. Gaius Claudius Pulcher; умер в 167 году до н. э.) — римский политический деятель, военачальник и дипломат из патрицианского рода Клавдиев, консул 177 года до н. э., цензор 169 года до н. э. Вёл успешные войны в Истрии и Лигурии.

## Биография
Гай Клавдий принадлежал к одному из самых знатных и влиятельных патрицианских родов Рима, имевшему сабинское происхождение. Первым носителем когномена Пульхр стал дед Гая Клавдия, консул 249 года до н. э., один из сыновей Аппия Клавдия Цека. Гай был третьим сыном Аппия Клавдия Пульхра, консула 212 года до н. э. Его старшие братья Аппий и Публий занимали консульскую должность в 185 и 184 годах до н. э. соответственно.
Гай Клавдий Пульхр впервые упоминается под 195 годом до н. э., когда он был включён в состав коллегии авгуров после смерти Квинта Фабия Максима. В 180 году он стал претором-суффектом вместо умершего Тиберия Минуция Авгурина Молликула и вёл расследование об отравительстве: в частности, была осуждена знатная матрона Кварта Гостилия, обвинённая в отравлении собственного мужа, Гая Кальпурния Пизона.
В 177 году до н. э. Гай Клавдий стал консулом вместе с плебеем Тиберием Семпронием Гракхом. В качестве провинции ему была назначена Истрия, где вели войну оба консула предыдущего года — Марк Юний Брут и Авл Манлий Вульсон. Боясь, что война закончится без него, Пульхр спешно отправился в Истрию без соответствующих религиозных церемоний и приказал проконсулам покинуть провинцию, но те отказались это сделать, ссылаясь на обеты, которые Гай Клавдий должен был принести в Риме. Пульхру пришлось снова ехать в Рим; он всё же успел прибыть с новыми легионами на театр военных действий прежде, чем Брут и Вульсон довели до конца осаду города Нессатий, где оборонялся царь истрийцев Эпулон. Клавдий взял этот город и ещё два, а потом замирил всю Истрию.
Узнав о военной угрозе со стороны лигуров, сенат отправил Пульхра против этого народа. Гай Клавдий разбил врага в большом сражении. По возвращении в Рим он отпраздновал триумф и над лигурами, и над истрийцами. Поскольку война не закончилась, сенат предоставил ему проконсульские полномочия в Цизальпийской Галлии на следующий год. Здесь Пульхр отбил у врага Мутину и вторгся в Лигурию, но позже передал войско консулу Квинту Петилию Спурину.
В 171 году до н. э. Гай Клавдий в качестве военного трибуна сопровождал консула Публия Лициния Красса в его македонском походе. В 169 году он снова был в Риме и выиграл цензорские выборы, несмотря на сильную конкуренцию. Его цензура была отмечена конфликтом с всадническим сословием.
По окончании Третьей Македонской войны Гай Клавдий в числе десяти легатов был отправлен в Македонию, чтобы организовать там новый порядок. Он упоминается как посол к ахейцам. В том же году Гай Клавдий умер.

## Потомки
Вероятно, сыном именно Гая Клавдия был Аппий Клавдий Пульхр, консул 143 года до н. э. и предок всех последующих Клавдиев Пульхров.